# Ram Trucks
Ram Trucks (укр. Рем Тракс) — американський бренд, що виготовляє легкі вантажівки. Бренд створений у 2010 році і є підрозділом Chrysler Group LLC, який раніше називався Dodge Trucks. Назва бренду походить від назви пікапів Dodge Ram.

## Передісторія
До 1970-х років Dodge мала окрему марку для вантажівок, Fargo Trucks, переважно для використання за межами Сполучених Штатів. Після цього всі вантажівки, виготовлені Chrysler, поширювалися під маркою Dodge.
У червні 2009 року, коли Chrysler вийшов із-під захисту від банкрутства за розділом 11, Fiat Group отримала 20% акцій Chrysler Group LLC, а Серджіо Маркіонне був призначений генеральним директором, замінивши генерального директора Роберта Нарделлі.  10 червня того ж року практично всі активи Chrysler були продані компанії «New Chrysler», організованій як Chrysler Group LLC. Федеральний уряд підтримав угоду фінансуванням у розмірі 8 мільярдів доларів США під майже 21%. За часів генерального директора Маркіонне було запроваджено «Виробництво світового класу» або WCM, систему ретельної якості виробництва, а також перезапущено кілька продуктів з високою якістю та розкішшю. Підрозділи Ram, Jeep, Dodge, SRT та Chrysler були розділені, щоб зосередитися на власній ідентичності та брендах.
Компанія Ram Trucks була створена як підрозділ Chrysler у 2010 році, як спін-офф від Dodge, використовуючи назву лінійки пікапів Dodge Ram, яка зараз продається під брендом Ram.  За словами Chrysler, бренд Ram Trucks зосередиться на «справжніх покупцях вантажівок», а не на звичайних покупцях вантажівок, які купують їх заради іміджу чи стилю. 
Конструкція вантажного фургона Fiat Ducato була прийнята та продається під назвою Ram ProMaster на північноамериканських ринках, заповнюючи прогалину, що утворилася після припинення виробництва Dodge Sprinter компанією Daimler у 2008 році. Метою було збільшити продажі вантажівок «з сьогоднішніх 280 000 до 415 000 до 2014 року». 
Керівники Chrysler заявили про свій намір конкурувати в категорії вантажівок із напівпричепом з Ram, чому сприяла власність Fiat на Iveco та вже існуюча мережа дилерів Dodge. Вантажівки Ram продаються окремо від автомобілів Dodge; колишній президент підрозділу Ram Фред Діас заявив: «Вантажівки Ram — це не модель Dodge. Ram завжди буде по VIN як Ram. Нам потрібно продовжувати просувати себе як Ram, щоб Dodge міг мати іншу ідентичність бренду: модний, крутий, молодий, енергійний. Це не підійде для кампанії для покупців вантажівок. Ці два бренди повинні мати різні теми». 
21 липня 2011 року Fiat придбав акції Chrysler, що належали Міністерству фінансів США, збільшивши свою частку в компанії.
У квітні 2013 року Діас залишив Ram Trucks, щоб обійняти посаду віце-президента з продажу та маркетингу Nissan. Його замінив Рід Бігленд. 
Fiat Chrysler була створена як нова корпоративна структура у січні 2014 року.
У грудні 2024 року колишній генеральний директор Dodge та Ram Тім Куніскіс вийшов з відставки, щоб знову стати генеральним директором Ram.
Компанія Stellantis була утворена у 2021 році в результаті об'єднання Fiat Chrysler з французькою групою PSA. 
Stellantis представить свій перший автомобіль на водневому паливі на північноамериканському ринку. 
Логотип бренду Ram зображує голову барана, раніше цей логотип використовувався Dodge.

## Модельний ряд

### Теперішні моделі

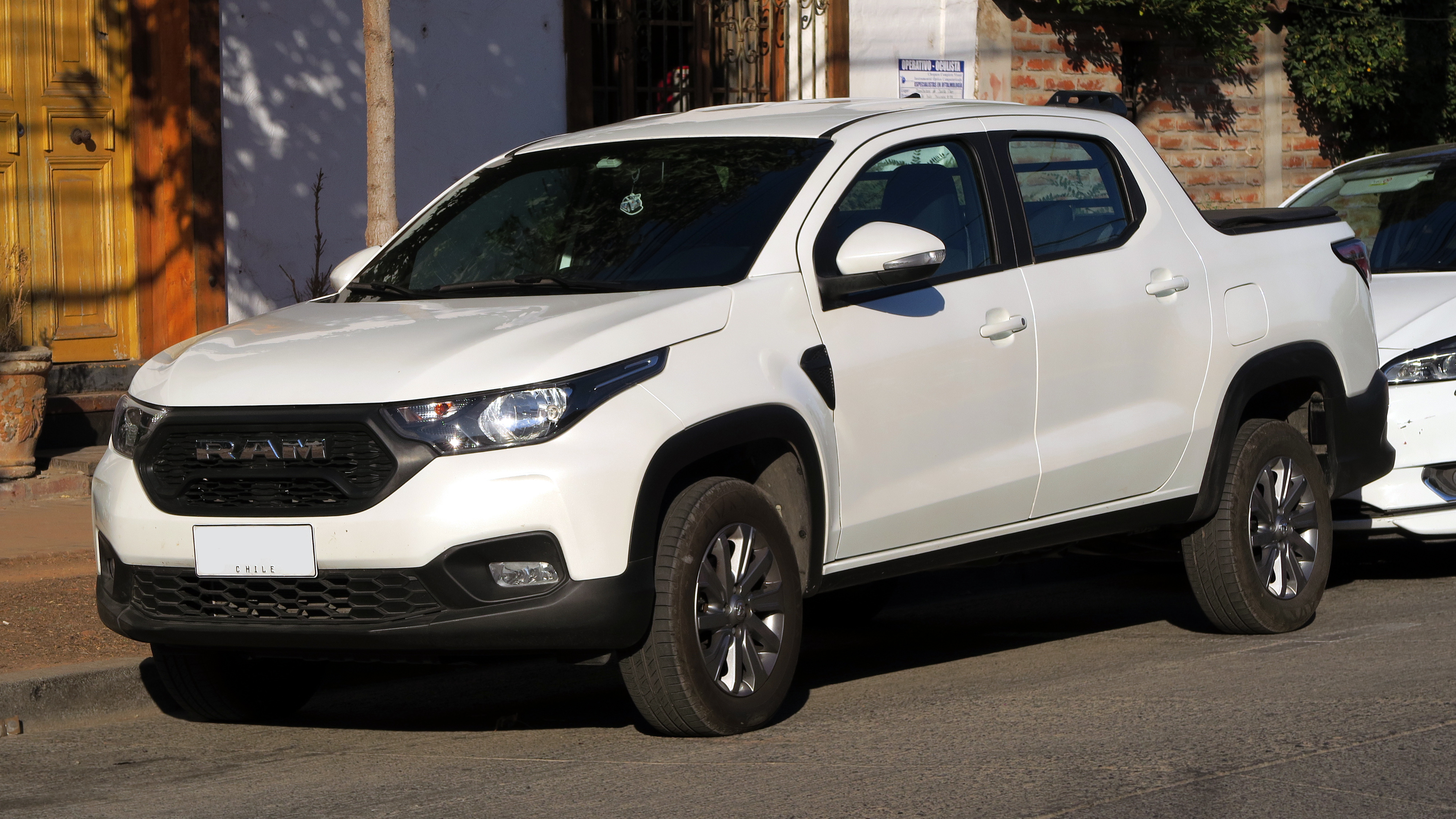
Ram 700
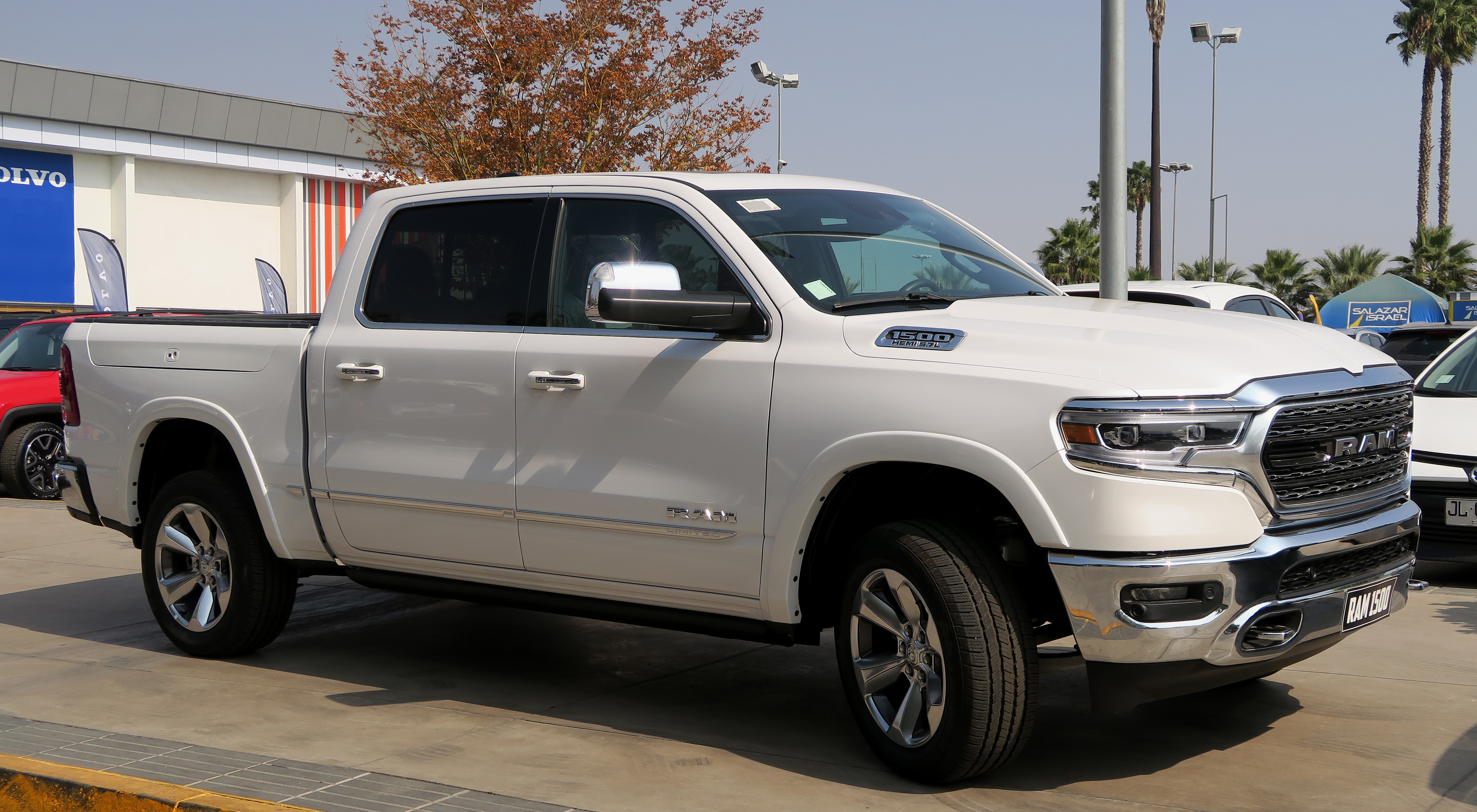
Ram 1500
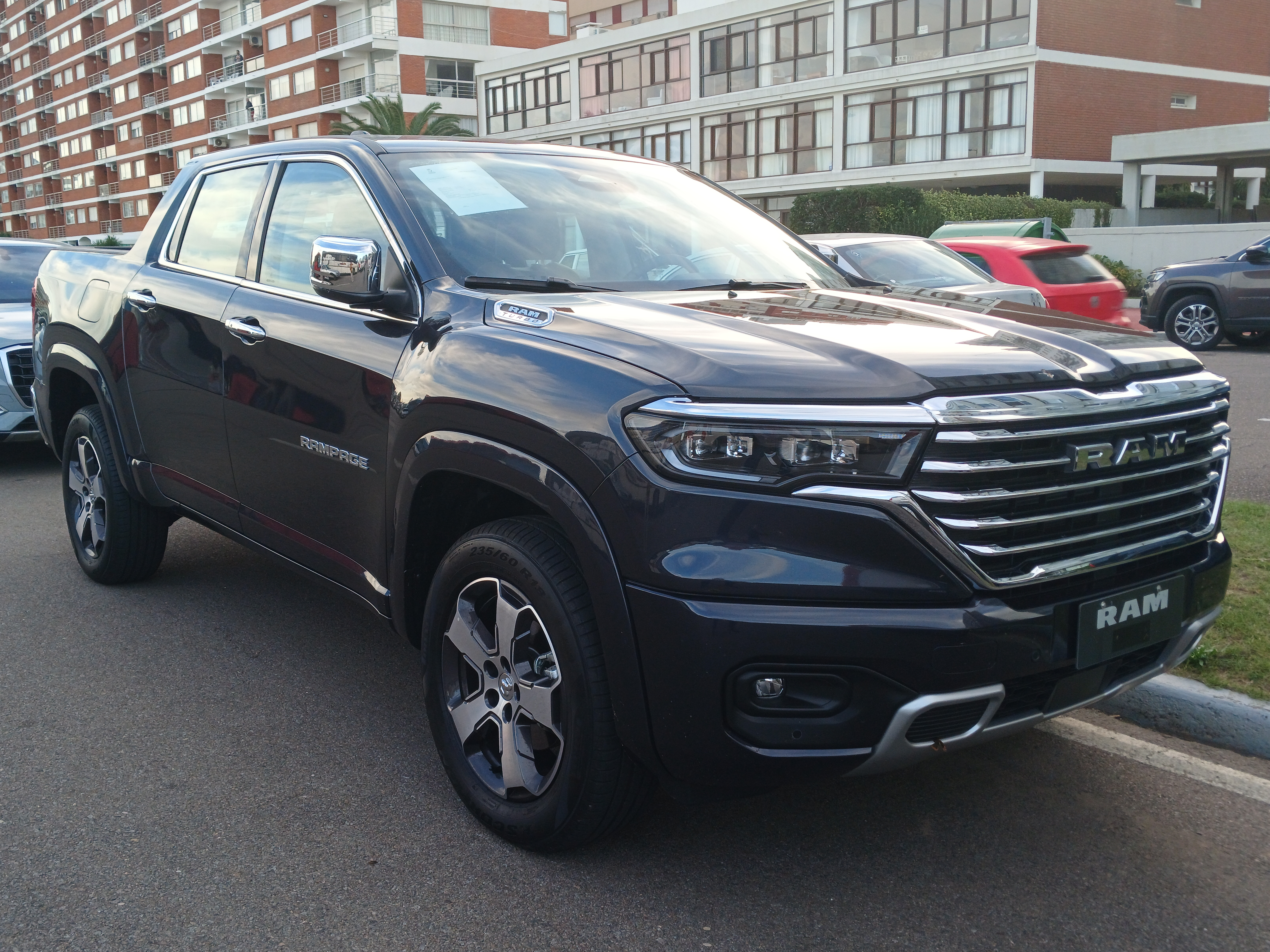
Ram Rampage
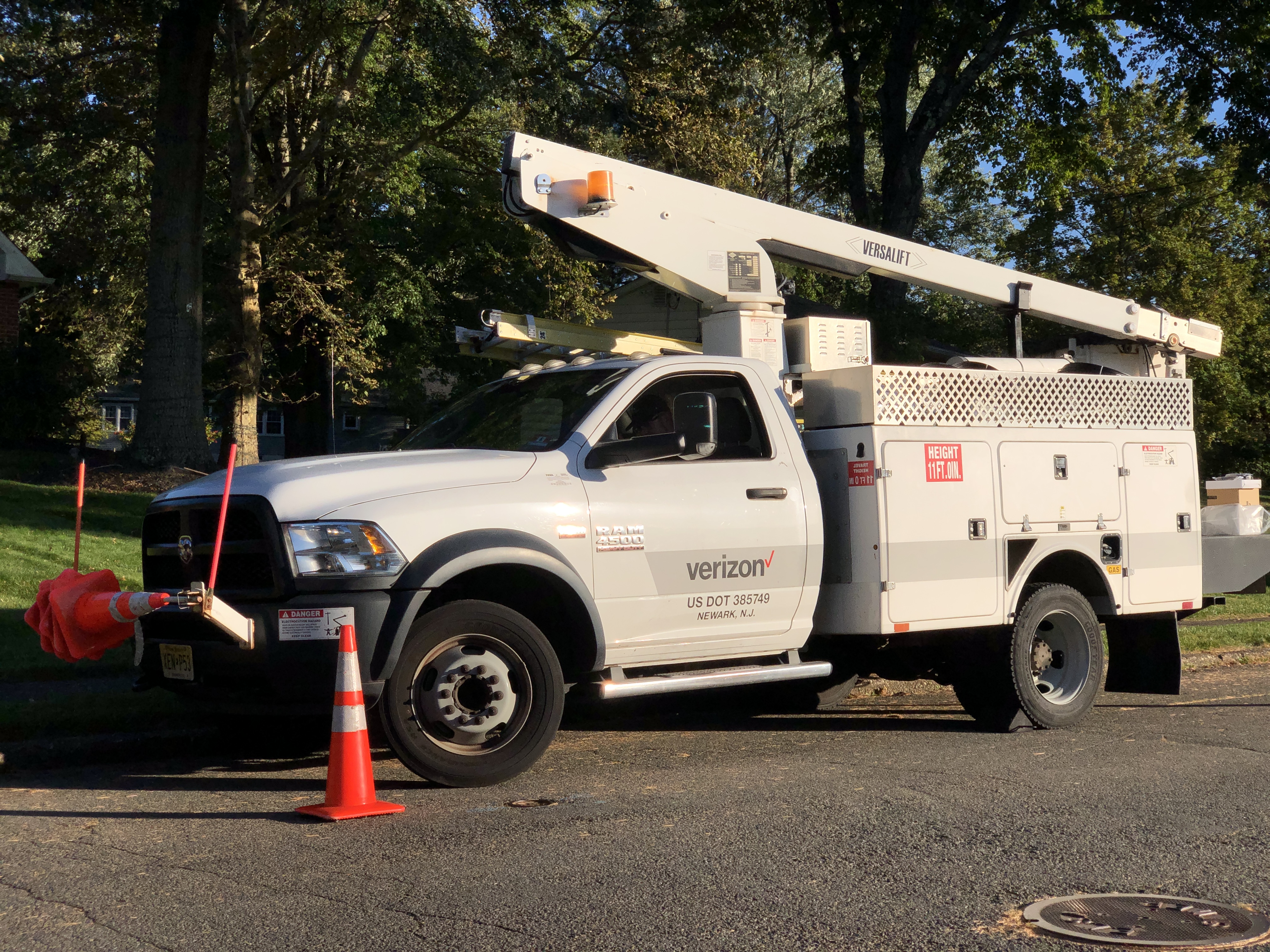
Ram 4500 DS
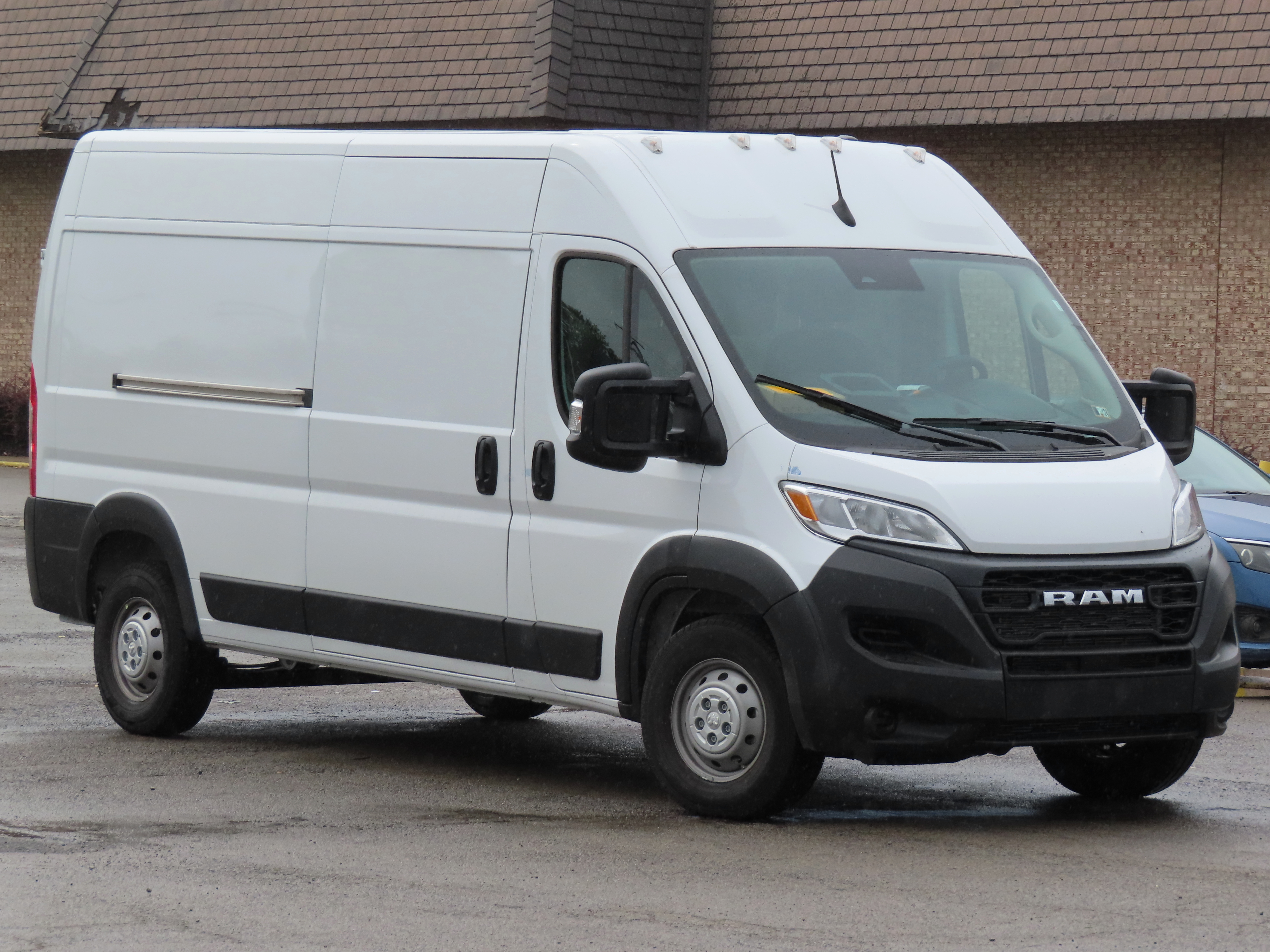
Ram Promaster

### Колишні моделі

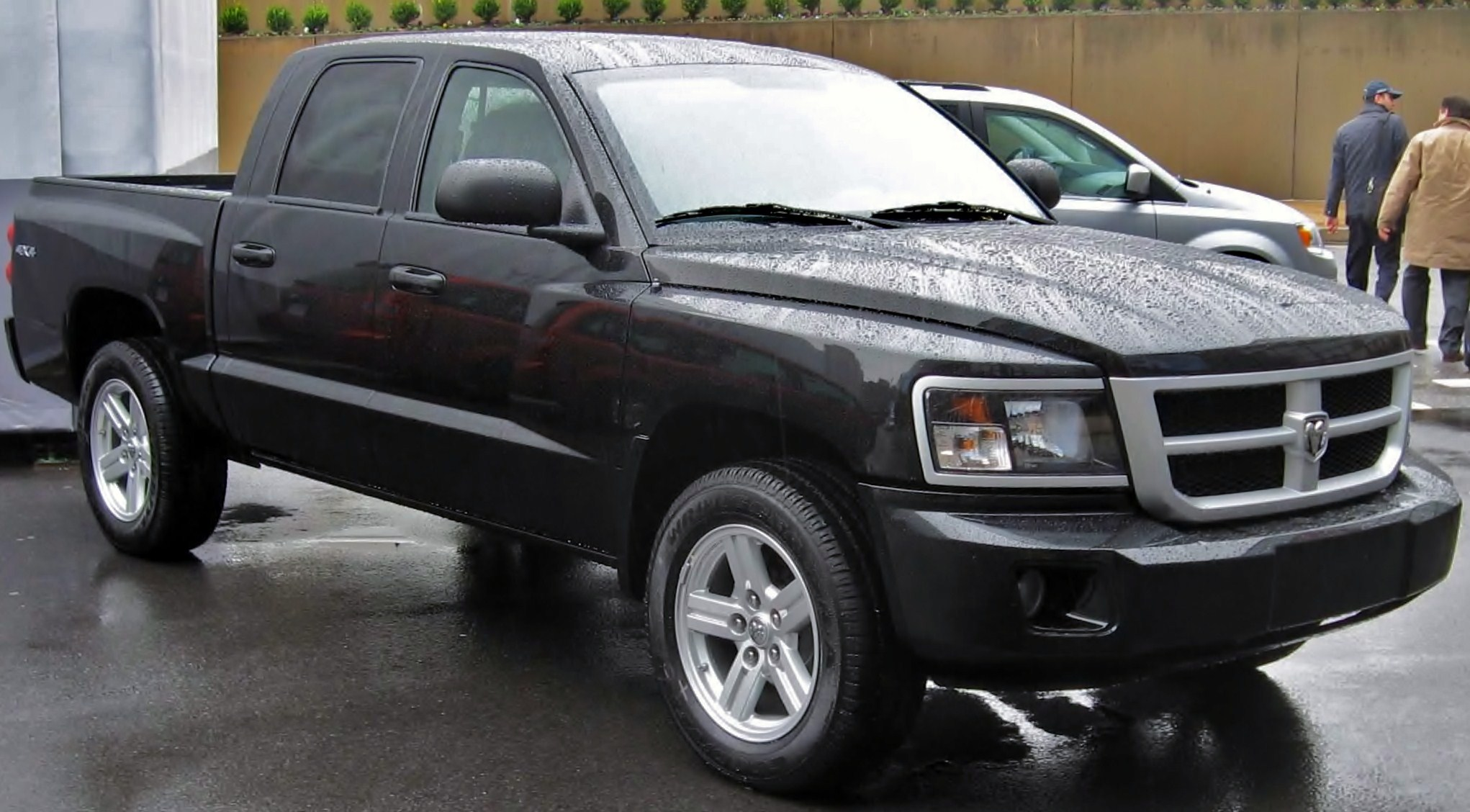
Ram Dakota
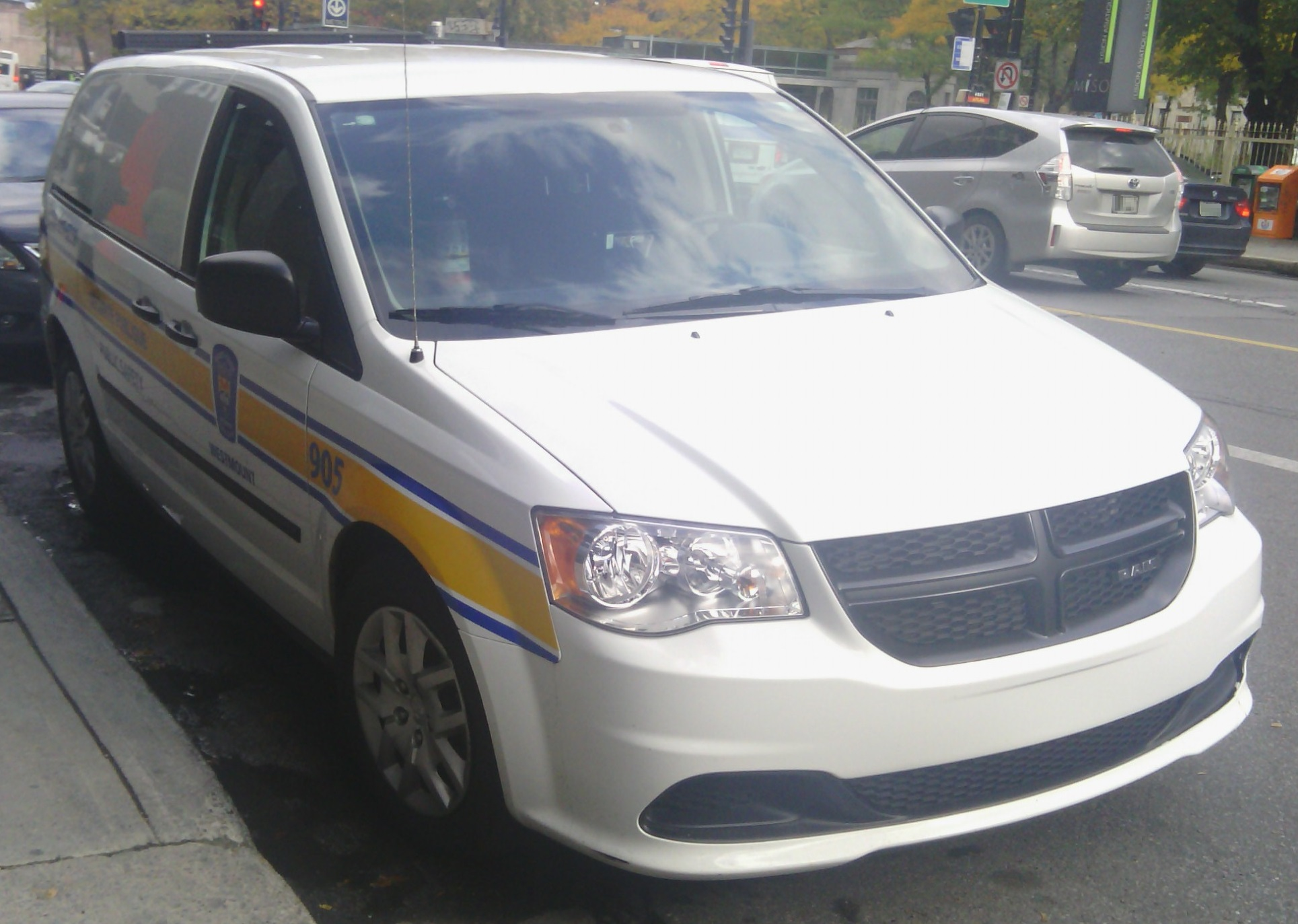
Ram Cargo Van
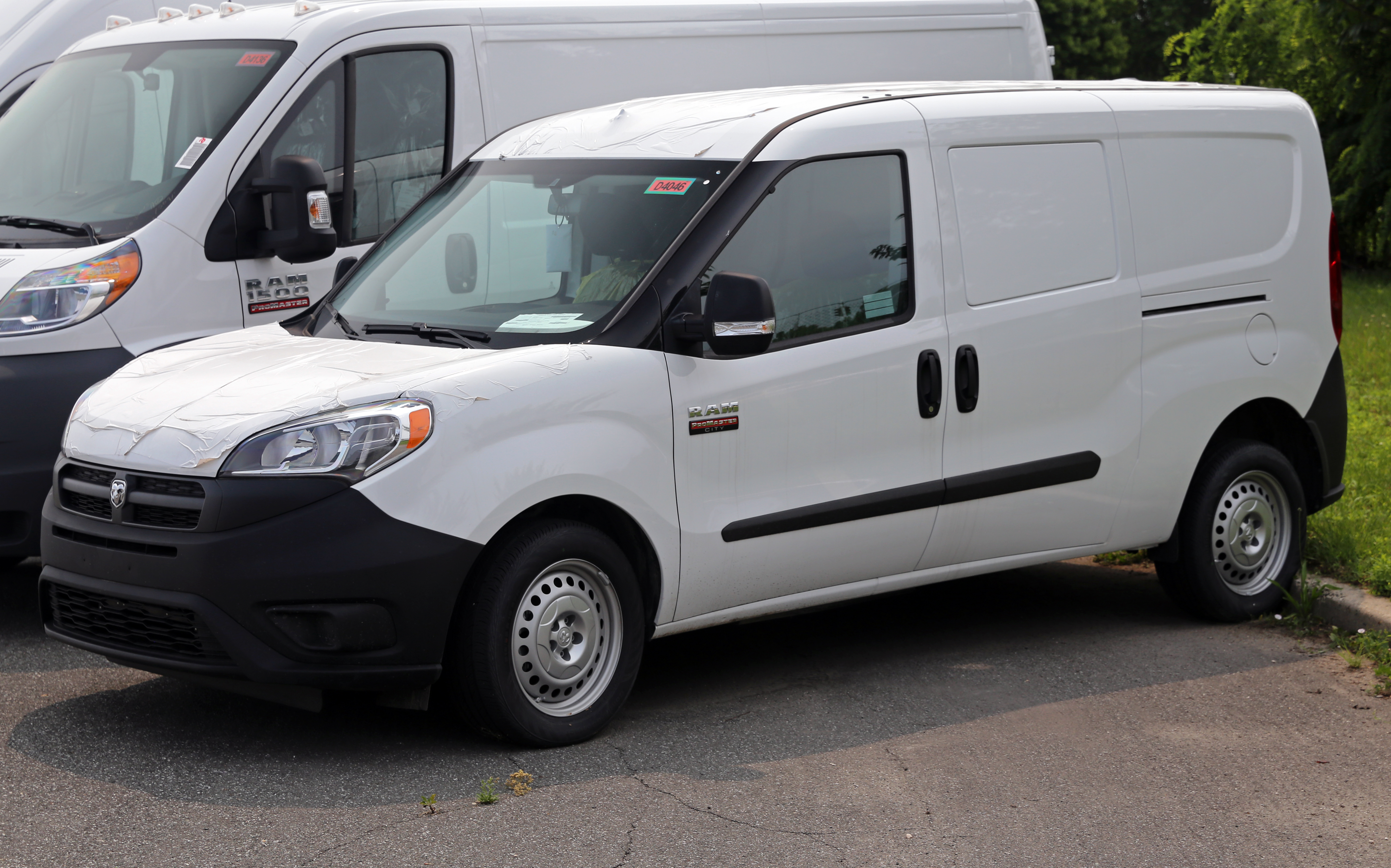
Ram Promaster City
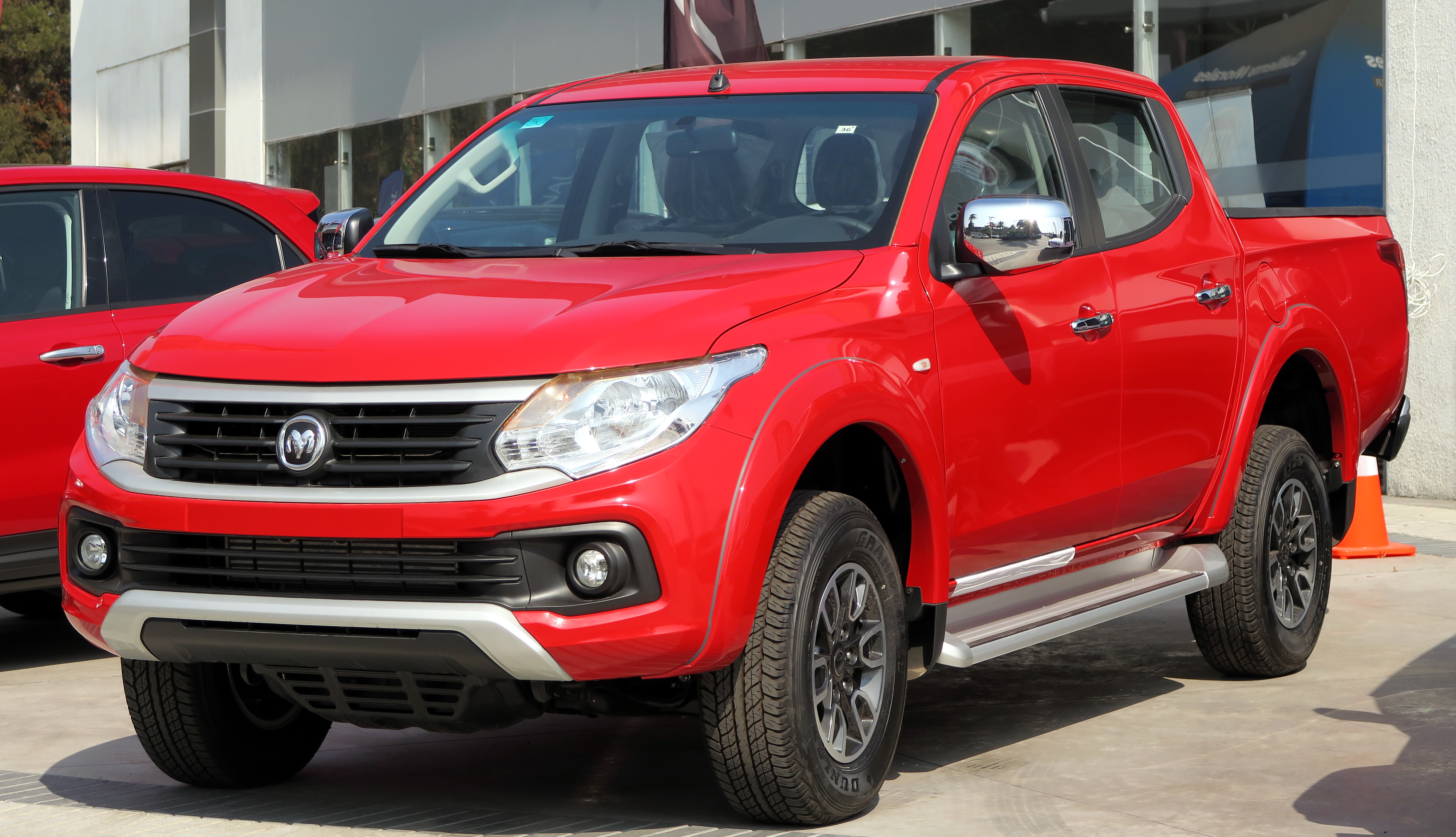
Ram 1200